# Jeffrey Brotman
Jeffrey Brotman (* 27. September 1942 in Tacoma,  Washington; † 1. August 2017 in Medina, Washington) war ein US-amerikanischer Unternehmer und Co-Gründer der Einzelhandelskette Costco Wholesale, der nach Walmart zweitgrößten Einzelhandelskette der Welt.

## Werdegang
Jeffrey Brotman besuchte die University of Washington, die er 1967 erfolgreich abschloss. 1983 gründete Jeffrey Brotman mit seinem Partner James Sinegal das Unternehmen Costco Wholesale Corporation.
| Personendaten    | Personendaten                 |
| ---------------- | ----------------------------- |
| NAME             | Brotman, Jeffrey              |
| KURZBESCHREIBUNG | US-amerikanischer Unternehmer |
| GEBURTSDATUM     | 27. September 1942            |
| GEBURTSORT       | Tacoma, Washington, USA       |
| STERBEDATUM      | 1. August 2017                |
| STERBEORT        | Medina, Washington, USA       |